# Striaria zygoleuca
Striaria zygoleuca är en mångfotingart som beskrevs av Hoffman 1950. Striaria zygoleuca ingår i släktet Striaria och familjen Striariidae. Inga underarter finns listade i Catalogue of Life.